# Pectinophora
Pectinophora es un género de polillas de la familia Gelechiidae. Tal vez la especie mejor conocida es Pectinophora gossypiella (Saunders). P. gossypiella es uno de los insectos más dañinos que se alimenta de los capullos de las plantas de algodón. La larva hace túneles en los capullos inmaduros causando la caída de la flor.

## Especies
Incluye las siguientes especies:
- Pectinophora endema Common, 1958 (de Australia)
- Pectinophora fusculella (Pagenstecher, 1900) (de New Guinea)
- Pectinophora gossypiella (Saunders 1844) (distribución paleotropical)
- Pectinophora scutigera (Holdaway, 1926) (de Australia/New Guinea)